# Platystoma centralasiaticum
Platystoma centralasiaticum är en tvåvingeart som beskrevs av Soos 1978. Platystoma centralasiaticum ingår i släktet Platystoma och familjen bredmunsflugor.
Artens utbredningsområde är Mongoliet. Inga underarter finns listade i Catalogue of Life.